# Mandal, Selenge
Mandal (tiếng Mông Cổ: Мандал) là một sum của tỉnh Selenge ở miền bắc Mông Cổ. Vào năm 2008, dân số của sum là 23.646 người.

## Địa lý
Sum có diện tích khoảng 4843,73 km2. Trung tâm sum là thành phố Züünkharaa. Khu định cư kiểu đô thị Kherkh cách trung tâm Züünkharaa 5 km về phía nam, bị ngăn cách bởi sông Kharaa Gol. Khu định cư kiểu đô thị Tünkhel cách trung tâm Züünkharaa 44 km về phía đông nam.

### Khí hậu
Nhiệt độ trung bình hàng năm trong khu vực là 0 °C. Tháng ấm nhất là tháng 7, khi nhiệt độ trung bình là 16 °C và lạnh nhất là tháng 1, với −21 °C. Lượng mưa trung bình hàng năm là 438 mm. Tháng ẩm ướt nhất là tháng 8, với trung bình là 106 mm mưa, và khô nhất là tháng 2, với 2 mm.

## Nhân khẩu
Dưới đây là thành phần các dân tộc trong sum theo số liệu năm 2010.
| Dân tộc   | Điều tra dân số 2010 | Tỷ lệ   |
| --------- | -------------------- | ------- |
| Khalkh    | 22.607               | 91,33%  |
| Kazakh    | 380                  | 1,54%   |
| Bayad     | 374                  | 1,51%   |
| Dörvöd    | 287                  | 1,16%   |
| Buryad    | 281                  | 1,14%   |
| Uryankhai | 222                  | 0,90%   |
| Zakhchin  | 117                  | 0,47%   |
| Tuva      | 102                  | 0,41%   |
| Torguud   | 79                   | 0,32%   |
| Darkhad   | 76                   | 0,31%   |
| Khoton    | 49                   | 0,20%   |
| Ööld      | 29                   | 0,12%   |
| Myangad   | 27                   | 0,11%   |
| Khotgoid  | 22                   | 0,09%   |
| Sartuul   | 9                    | 0,04%   |
| Dariganga | 4                    | 0,02%   |
| Barga     | 3                    | 0,01%   |
| Eljigin   | 3                    | 0,01%   |
| Chantuu   | 2                    | 0,01%   |
| Khamnigan | 2                    | 0,01%   |
| Khorchin  | 1                    | 0,00%   |
| Tổng      | 24.752               | 100,00% |

## Kinh tế
Sum có một trường học, bệnh viện, các trung tâm văn hóa và thương mại dịch vụ, nhiều trang trại và xưởng. Sum còn có một nhà máy điện.
Mỏ vàng Boroo cách Züünkharaa 30 km về phía tây nam. Mỏ vàng Gatsuurt cách Züünkharaa 30 km về phía đông nam.

## Giao thông
Đường sắt xuyên Mông Cổ chạy qua địa bàn sum.

## Thành phố kết nghĩa
- Uiseong, Hàn Quốc
- Uiryeong, Hàn Quốc